# Peter Dixon
Peter Dixon (Keighley, Inglaterra; 30 de abril de 1944-Cumbria, Inglaterra; 2 de agosto de 2023) fue un jugador de rugby inglés que jugó en la posición de Flanker.

## Carrera

### Club
| Periodo   | Club                  |
| --------- | --------------------- |
| 1967-1970 | Oxford University RFU |
| 1971-1978 | Harlequins FC         |

### Selección nacional
Jugó para Inglaterra en 22 ocasiones de 1971 a 1978 y anotó 16 puntos. También representó a los Leones Británicos e Irlandeses en tres ocasiones en 1971. Participó en el Torneo de las Cinco Naciones en siete ocasiones y fue campeón en 1973.

## Logros
- Torneo de las Cinco Naciones (1): 1973